# Fuldatal
Fuldatal est une municipalité allemande située dans le land de la Hesse et l'arrondissement de Cassel. Elle est née en 1970 de la fusion de plusieurs communes (Ihringshausen, Knickhagen, Simmershausen, Wahnhausen et Wilhelmshausen). La commune de Rothwesten les a rejointes en 1972.